# Negishi-Tanka-Gemeinschaft
Die Negishi-Tanka-Gemeinschaft (jap. 根岸短歌会, Negishi Tankakai) tagte in den 30er Jahren der Meiji-Zeit (genauer gesagt 1899, im Jahre 32 nach Meiji) im Hause Masaoka Shikis mit selbigem als zentraler Figur. Der Name rührt daher, dass Shikis Haus, das er als Shiki-an (子規庵, dt. „Shiki-Hütte“) bezeichnete, damals in der Gemeinde Kaminegishi im früheren Tōkyōter Stadtbezirk Shitaya gelegen war.
Mitglieder der Gemeinschaft waren unter anderem Oka Fumoto, Katori Hozuma, Itō Sachio und Nagatsuka Takashi. Behandelt wurden Naturbeschreibungen und Gedichte/Tanka nach dem Stil des Man’yōshū.
Nach dem Tode Shikis im Jahre 1902 wurde die Zeitschrift Ashibi der Gemeinschaft und in deren Nachfolge die Zeitschrift Araragi herausgebracht, wobei nunmehr Itō Sachio die zentrale Rolle spielte.

## Quelle
- Shinmura Izuru (Hrsg.): Kōjien. 4. Aufl. Iwanami shoten, Tōkyō 1991.